# Нова Бразиландия д'Оести
Нова Бразиландия д'Оести (на португалски: Nova Brasilândia d'Oeste) е град — община в централната част на бразилския щат Рондония. Общината е част от икономико-статистическия микрорегион Алворада д'Оести, мезорегион Източна Рондония. Населението на общината към 2010 г. е 19 874 души, а територията е 1155.353 km2 (17,2 д./km²).